# سيرهي جمال
سيرهي جمال (بالأوكرانية: Гамаль Сергій Миколайович)‏ هو لاعب كرة قدم أوكراني في مركز الوسط، ولد في 22 أغسطس 1976 في تشيرنوفتسي في أوكرانيا. لعب مع نادي بوكوفينا تشيرنوفتسي.